# Liste der Naturdenkmäler in Telgte
Die Liste der Naturdenkmäler in Telgte nennt die Naturdenkmäler in Telgte im Kreis Warendorf in Nordrhein-Westfalen.

## Naturdenkmäler
| Nummer | Bezeichnung          | Lage | Bemerkung                                                  | Bild |
| ------ | -------------------- | --- | ---------------------------------------------------------- | ---- |
|        | Marienlinde          | (51° 59′ 8″ N, 7° 46′ 54″ O)                                                                                                  |                                                            |      |
|        | 2 Blutbuchen         | (51° 59′ 11″ N, 7° 47′ 8,2″ O)                                                                                                |                                                            |      |
|        | 3 Eichen             | (51° 59′ 4,9″ N, 7° 47′ 39,1″ O)                                                                                              |                                                            |      |
|        | 10 Linden            | Westbevern-Dorf (52° 1′ 17″ N, 7° 46′ 53″ O)                                                                                  |                                                            |      |
| 2.6.1  | Wacholderbestand     | Kirchspiel, Flur 77, Flurstück 27 Auf dem Waldfriedhof Lauheide (52° 0′ 20,2″ N, 7° 45′ 29,9″ O)                              |                                                            |      |
| 2.6.2  | Eiche                | Kirchspiel, Flur 26, Flurstück 99 Im Bereich der Delsener Heide am Wegesrand nahe Hof Delsen (51° 58′ 5,9″ N, 7° 48′ 24,1″ O) | Alten Stieleiche mit Höhlen (Stammdurchmesser über 100 cm) |      |
| 2.6.3  | „1000-jährige Eiche“ | Westbevern, Flur 24, Flurstück 580 Am Südrand einer Weide westlich Haus Langen und der Bever (52° 1′ 0,1″ N, 7° 45′ 36,1″ O)  | Femeeiche, Stammdurchmesser über 100 cm                    |      |